# Dagneux
Dagneux és un municipi francès situat al departament de l'Ain i a la regió d'Alvèrnia-Roine-Alps. L'any 2007 tenia 3.890 habitants.

## Demografia

### Població
El 2007 la població de fet de Dagneux era de 3.890 persones. Hi havia 1.402 famílies de les quals 303 eren unipersonals (170 homes vivint sols i 133 dones vivint soles), 363 parelles sense fills, 628 parelles amb fills i 108 famílies monoparentals amb fills.
La població ha evolucionat segons el següent gràfic:
Habitants censats

### Habitatges
El 2007 hi havia 1.514 habitatges, 1.432 eren l'habitatge principal de la família, 22 eren segones residències i 59 estaven desocupats. 1.136 eren cases i 363 eren apartaments. Dels 1.432 habitatges principals, 1.009 estaven ocupats pels seus propietaris, 401 estaven llogats i ocupats pels llogaters i 22 estaven cedits a títol gratuït; 21 tenien una cambra, 88 en tenien dues, 220 en tenien tres, 405 en tenien quatre i 698 en tenien cinc o més. 1.154 habitatges disposaven pel capbaix d'una plaça de pàrquing. A 570 habitatges hi havia un automòbil i a 777 n'hi havia dos o més.

### Piràmide de població
La piràmide de població per edats i sexe el 2009 era:
| Homes | Edats   | Dones |
| ----- | ------- | ----- |
| 0     | 95 o +  | 4     |
| 0     | 90 a 94 | 0     |
| 8     | 85 a 89 | 4     |
| 24    | 80 a 84 | 24    |
| 44    | 75 a 79 | 36    |
| 32    | 70 a 74 | 36    |
| 40    | 65 a 69 | 48    |
| 44    | 60 a 64 | 60    |
| 100   | 55 a 59 | 76    |
| 144   | 50 a 54 | 140   |
| 120   | 45 a 49 | 116   |
| 196   | 40 a 44 | 176   |
| 120   | 35 a 39 | 172   |
| 124   | 30 a 34 | 140   |
| 128   | 25 a 29 | 144   |
| 124   | 20 a 24 | 88    |
| 184   | 15 a 19 | 168   |
| 180   | 10 a 14 | 224   |
| 116   | 5 a 9   | 136   |
| 112   | 0 a 4   | 140   |

## Economia
El 2007 la població en edat de treballar era de 2.683 persones, 2.021 eren actives i 662 eren inactives. De les 2.021 persones actives 1.856 estaven ocupades (1.007 homes i 849 dones) i 165 estaven aturades (75 homes i 90 dones). De les 662 persones inactives 173 estaven jubilades, 280 estaven estudiant i 209 estaven classificades com a «altres inactius».

### Ingressos
El 2009 a Dagneux hi havia 1.489 unitats fiscals que integraven 4.074 persones, la mediana anual d'ingressos fiscals per persona era de 20.146 €.

### Activitats econòmiques
Dels 201 establiments que hi havia el 2007, 3 eren d'empreses extractives, 2 d'empreses alimentàries, 5 d'empreses de fabricació de material elèctric, 1 d'una empresa de fabricació d'elements pel transport, 22 d'empreses de fabricació d'altres productes industrials, 27 d'empreses de construcció, 42 d'empreses de comerç i reparació d'automòbils, 11 d'empreses de transport, 8 d'empreses d'hostatgeria i restauració, 8 d'empreses d'informació i comunicació, 9 d'empreses financeres, 6 d'empreses immobiliàries, 32 d'empreses de serveis, 10 d'entitats de l'administració pública i 15 d'empreses classificades com a «altres activitats de serveis».
Dels 44 establiments de servei als particulars que hi havia el 2009, 10 eren tallers de reparació d'automòbils i de material agrícola, 2 tallers d'inspecció tècnica de vehicles, 2 paletes, 6 guixaires pintors, 2 fusteries, 3 lampisteries, 4 electricistes, 5 perruqueries, 1 veterinari, 2 agències de treball temporal, 3 restaurants, 1 agència immobiliària i 3 salons de bellesa.
Dels 5 establiments comercials que hi havia el 2009, 1 era una botiga de menys de 120 m², 1 una peixateria, 2 botigues de mobles i 1 una joieria.
L'any 2000 a Dagneux hi havia 6 explotacions agrícoles.

## Equipaments sanitaris i escolars
L'únic equipament sanitari que hi havia el 2009 era una farmàcia.
El 2009 hi havia 1 escola maternal i 2 escoles elementals. Dagneux disposava de 2 col·legis d'educació secundària amb 922 alumnes.

## Poblacions més properes
El següent diagrama mostra les poblacions més properes.